# 鴨川日東バス
鴨川日東バス株式会社（かもがわにっとうバス）は、主に千葉県鴨川市周辺で一般路線バス、高速バス、貸切バスを運行していたバス事業者である。1994年10月に日東交通の鴨川営業所を分社化し地域子会社として設立された。2020年10月1日、館山日東バスと共に日東交通に吸収合併された。
鴨川市コミュニティバス、鴨川シーワールドへの無料送迎バス も運行していた。

## 沿革
- 1994年（平成6年）4月25日 - 鴨川日東バスを設立。
- 1994年（平成6年）10月1日 - 日東交通から鴨川営業所を分社化して営業開始。
- 1998年（平成10年）12月5日 - 日東交通グループ共同で環境定期券制度を導入する。
- 2011年（平成23年）7月1日 - 日東交通グループ共同でノーカー・サポート優待証制度を導入する[5]。
- 2014年（平成26年）9月22日 - 日本バス協会の貸切バス事業者安全性評価認定制度（セーフティバス）の「一ツ星」に認定（同様に日東交通も）[6]。
- 2016年（平成28年）3月19日 - 高速バス全線と急行バス木更津線にPASMOを導入。
- 2018年（平成30年）4月1日 - 一部の路線とコミュニティバスを除く、一般路線にPASMOを導入[7]。
- 2019年（令和元年）
  - 10月1日 - 消費税率引き上げに伴い、運賃を改定[8]。
  - 10月26日 - Twitter公式アカウントを開設[9][10]。
- 2020年（令和2年）10月1日 - 館山日東バスと共に日東交通に吸収合併[11]。

## 路線
2020年10月1日に日東交通に吸収合併された時点までの担当路線。

#### 鴨川 - 東京線

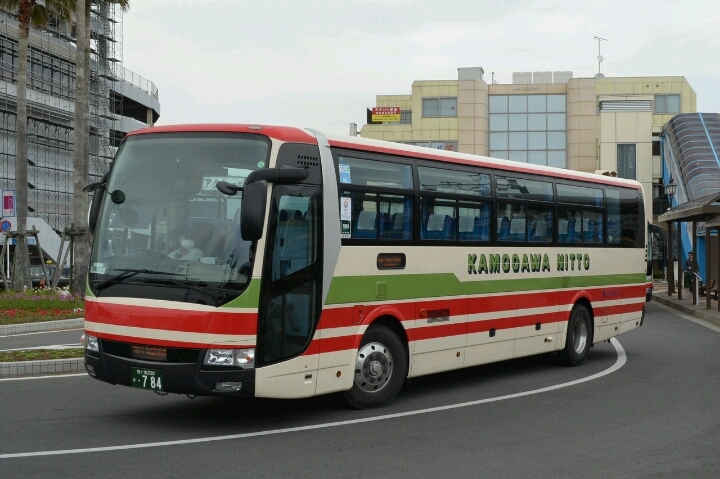
アクシー号 安房鴨川駅西口にて

### 高速バス

#### 安房小湊・御宿 - 東京線
京成バス・小湊鉄道との共同運行路線である。
この路線が発着する御宿 - 勝浦 - 大多喜地区は、本来は小湊鉄道の営業エリアであるが、当時の御宿町は「アクシー号」で実績のある同社と京成電鉄（当時）に運行を要請、路線開設に至った経緯があり、2013年4月28日の首都圏中央連絡自動車道開通に伴うダイヤ改正で、小湊鉄道が参入するまでは同社と京成バスでの2社共同運行であった。
途中の市原鶴舞バスターミナルにて、羽田空港・横浜駅方面のバスへ乗り換えができる。
- 御宿 - 勝浦駅 - 大多喜 - 市原鶴舞バスターミナル - 木更津金田バスターミナル - 東京駅八重洲口前
- 安房小湊 - 勝浦駅 - 大多喜 - 市原鶴舞バスターミナル - 木更津金田バスターミナル - 東京駅八重洲口前
  - 2002年（平成14年）8月2日 - 8往復（安房小湊系統・御宿系統各4往復）にて運行を開始する。
  - 2006年（平成18年）9月15日 - 6往復（安房小湊系統・御宿系統各3往復）に減便する。
  - 2007年（平成19年）6月1日 - 「木更津金田バスターミナル」停留所に停車を開始し、下り便の乗車/上り便の降車ができるようになる。
  - 2009年（平成21年）11月1日 - 予約取扱い（電話・インターネット）を廃止。
  - 2013年（平成25年）4月28日 - 小湊鉄道が、同路線に新規参入。併せて、圏央道経由への経路変更に伴う、「鶴舞」・「上総牛久」・「高谷」・「東横田」・「横田」の各停留所の廃止と、市原鶴舞バスターミナルでの乗降取扱いを開始。
  - 2016年（平成28年）3月19日 - PASMO取り扱い開始[13]。
  - 2020年9月16日：世界貿易センタービルディング建て替え工事により、浜松町バスターミナルの営業終了に伴い、浜松町バスターミナル発着便を廃止。

#### 鴨川 - 渋谷線【シーバレー号】
日東交通・東急トランセ（現・東急バス）との共同運行路線である。
日東交通グループにとって、初めて渋谷へ乗り入れる路線である。回数券の設定はないが、PASMOなどのICカード決済で現金運賃より一律100円割引が適用される（木更津金田バスターミナル乗降を除く）。
2019年（平成31年）3月1日からは運行に東急トランセが加わり、一般公募による愛称も制定された。愛称は鴨川の海＝「シー」と渋谷の「谷」＝「バレー」を掛け合わせた造語である。
- 亀田病院 - 安房鴨川駅 - 久留里駅前 - かずさアーク - 木更津金田バスターミナル ⇔ 渋谷マークシティ - 二子玉川駅 - 二子玉川ライズ・楽天クリムゾンハウス
  - 2018年（平成30年）10月1日 - 4往復（各停2往復・急行2往復）にて運行を開始する。
  - 2019年（平成31年）3月1日 - 7.5往復（各停4往復・急行3.5往復、うち2往復は二子玉川発着）に増便。併せて、東急トランセが新規参入[15]。
  - 2020年（令和2年）7月23日 - 二子玉川ライズ・楽天クリムゾンハウス、富崎神社、小櫃駅前、俵田、久留里駅前、久留里城三の丸跡、平山、松丘、笹停留所を廃止[16]。

### 特急バス

#### 鴨川 - 君津線【君鴨ライナー】
2020年4月1日から9月30日までの実証実験路線。その名の通り、房総半島を横断する形で鴨川市と君津市を結ぶ特急路線である。鴨川日東バスの単独で毎日4往復運行される。
鴨川・君津間の往復割引乗車券を当便の車内や日東交通君津駅南口案内所や鴨川日東バス待合所窓口で発売するほか、鴨川シーワールドの入館券と往復乗車券がセットになった「君鴨シーチケット」をセブン-イレブンとファミリーマートで限定販売する。
- 亀田病院 - 鴨川シーワールド - 安房鴨川駅 - 鴨川市役所入口 - 福祉センター前 - 君津ふるさと物産館 - 猪原 - 君津バスターミナル - 杢師四丁目 - 君津市役所 - 君津駅南口
  - 2020年（令和2年）
    - 4月1日 - 鴨川日東バス単独で4往復にて運行を開始する。
    - 4月16日 - 新型コロナウイルス感染拡大防止対策として全便運休[19]。
    - 6月1日 - 全便の運行を再開[19]。
    - 9月29日 - 12月31日まで運行延期を発表。
    - 10月1日 - 「杢師四丁目」・「猪原」停留所を新設。

### 急行バス

#### 鴨川 - 木更津線

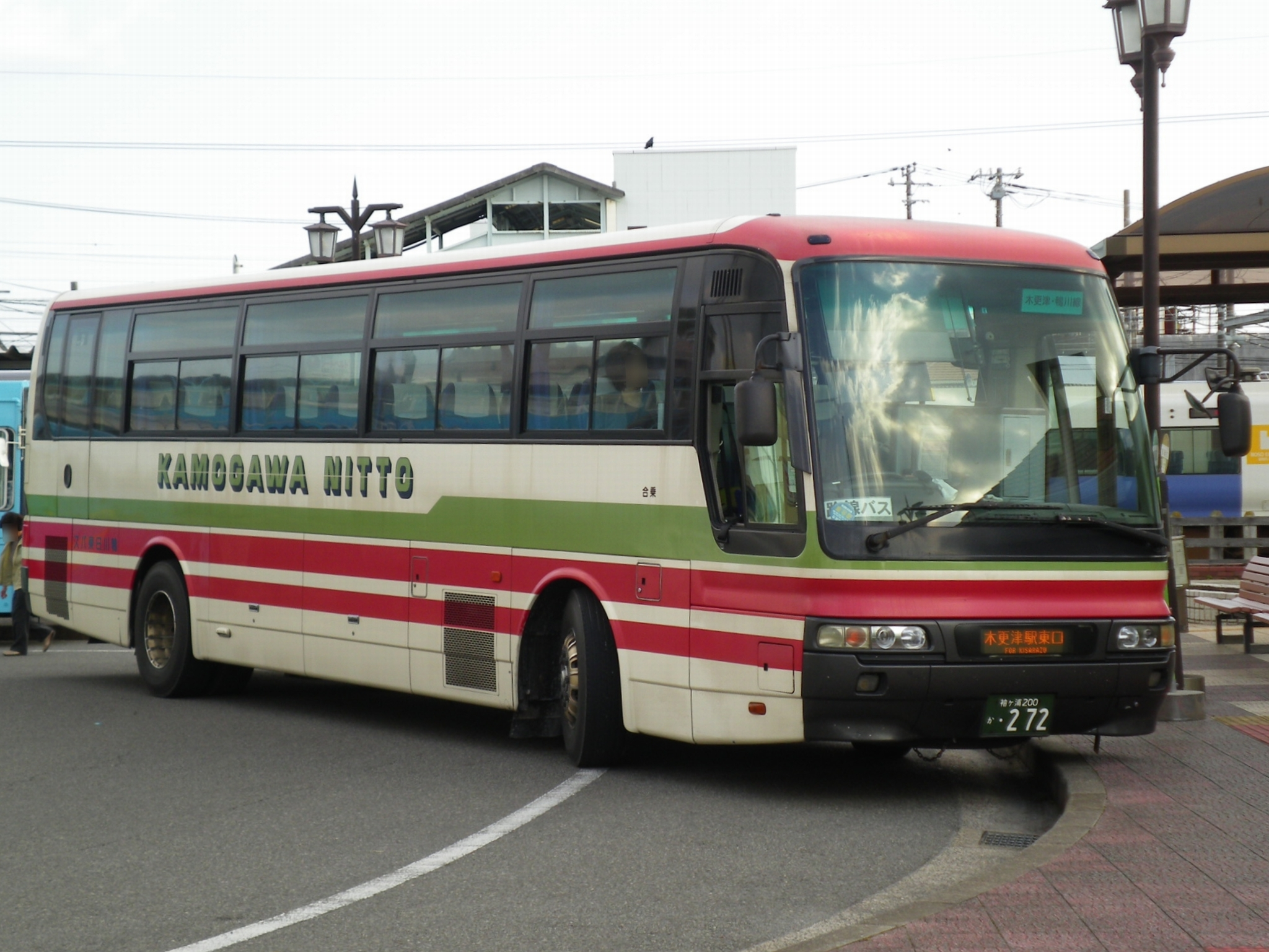
鴨川 - 木更津線 安房鴨川駅西口にて

その名のとおり鴨川市と木更津市を結び、房総半島を横断する急行路線である。
木更津駅にて川崎・横浜・羽田・品川各方面の高速バスに乗継できる。そのためか急行バスであるにもかかわらず、案内放送では高速バスの位置づけとされている。かつては日東交通発行の高速バス時刻表（小冊子型）にも時刻が掲載されていたが、2008年（平成20年）12月発行のものからは削除されている。車両も一般路線車ではなく、高速バスの格下げ車で運用される。
また、2005年（平成17年）10月1日以降は日東交通・三島線が粟倉までの運行（現在は小糸中島まで）になったため、君津市豊英（とよふさ）・三島・清和地区から木更津駅へ直通する唯一の路線となった。
利便性を図るため、発行から3日間有効の往復割引乗車券（2,000円）を、本社窓口バス車内および日東交通木更津駅西口案内所で発売している。また当路線専用回数券を本社窓口およびバス車内で発売している。
- 1-7：亀田病院 - 鴨川シーワールド - 安房鴨川駅 - 鴨川市役所入口 - 福祉センター前 - 追分 - 主基駅 - 長狭学園正門前 - サン・ラポール - ロマンの森共和国 - 下の台 - 宿原 - 清和中 - 東粟倉 - 猪原 - 大野台 - 小糸小入口 - 上根本自治会館入口 - 長石大橋 - DNA研究所 - かずさアーク - 矢那川ダム - 日枝神社 - 伊豆島 -  木更津総合高校 - 木更津駅西口 - イオンモール木更津
  - 2000年（平成12年）1月16日 - 日東交通と共同運行で6往復にて運行開始。
  - 2000年（平成12年）7月16日 - 「サン・ラポール」・「猪原」・「長石大橋」停留所を新設。
  - 2001年（平成13年）8月1日 - 「矢那川ダム」停留所を新設。
  - 2002年（平成14年）4月1日 - 鴨川日東バス単独での運行となる。同時に5往復に減便する。
  - 2003年（平成15年）2月16日 - 「日枝神社」・「伊豆島」停留所を新設する。同時に一部運賃の値下げを実施する。
  - 2004年（平成16年）1月1日 – 全便が亀田病院発着となる。
  - 2014年（平成26年）10月15日 – 鴨川側運行経路の変更及び木更津側運行区間の延伸。併せて「木更津総合高校」・「イオンモール木更津」停留所の新設と、木更津駅の発着地を東口から西口へ変更する。
  - 2016年（平成28年）3月19日 - PASMO取り扱い開始（一部車両のみ）[13]。

### 一般路線バス
自家用車の増加（モータリゼーション）などにより利用客離れに歯止めがかからず、国・千葉県・自治体からの補助金で赤字分を補填しながら運行継続していた。
バス停留所名や案内放送などでは、駅名の「安房」などの旧国名を省略し、安房鴨川駅を「鴨川駅」、安房小湊駅を「小湊駅」のように表示・案内している。

#### 鴨川市内・館山線

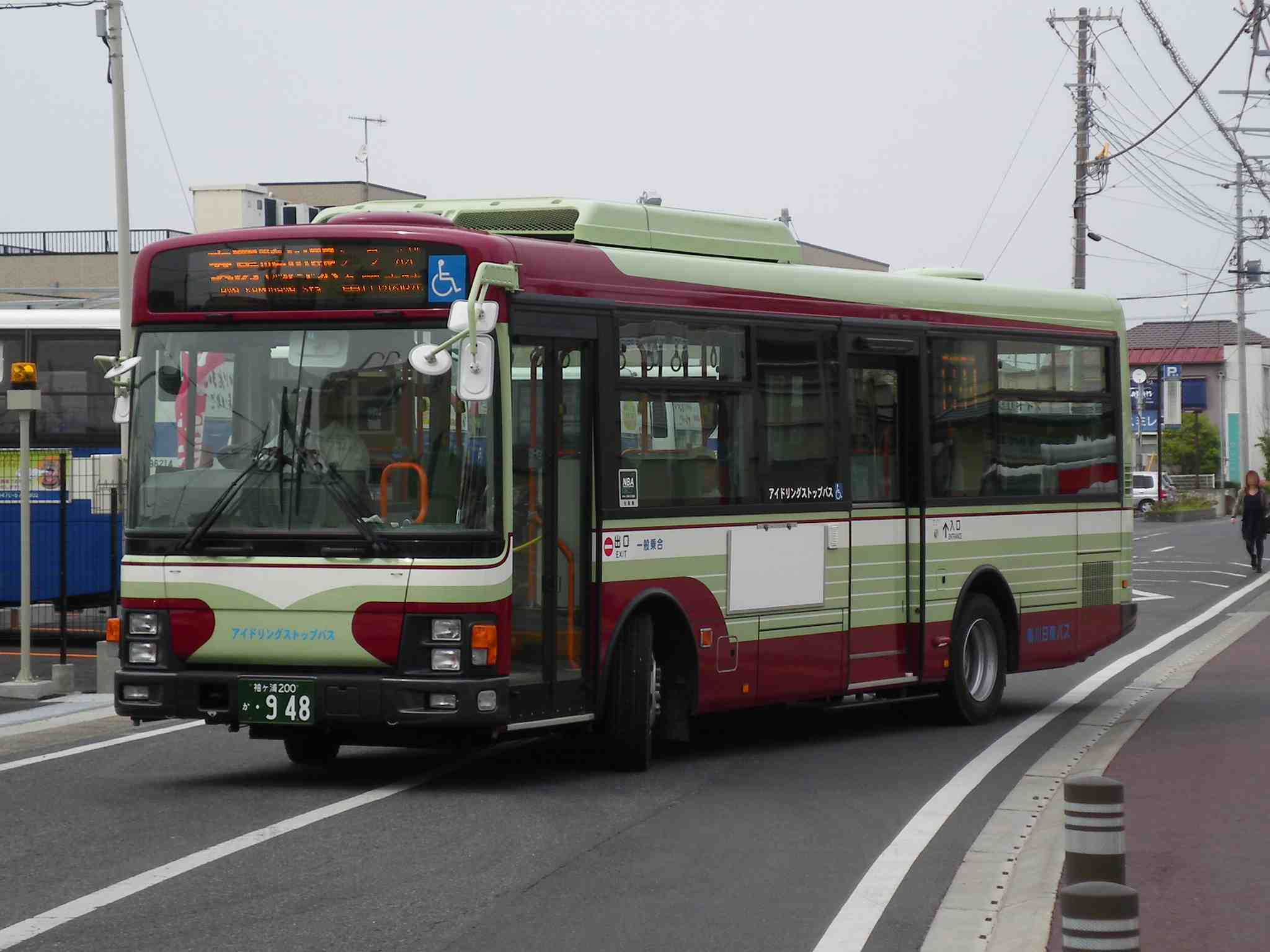
鴨川市内・館山線 館山駅前にて

鴨川日東バスの幹線路線で、大正時代に遡る長い歴史を持つ。運行区間のほとんどは国道128号を経由する。館山系統のみ館山日東バスとの共同運行。
利便性を図るため、往復割引乗車券（亀田病院・鴨川駅 - 館山駅間1,300円）を本社窓口・車内などで発売している。
- 仁右衛門島入口 - 鴨川松島 - 前原海岸 - 鴨川駅東口 - 鴨川シーワールド - 亀田病院 - 天津駅前 - 小湊駅前 - 誕生寺入口
- 1-8：館山駅 - 安房地域医療センター - 古川 - お花畑 - 江見駅入口 - 仁右衛門島入口 - 鴨川松島 - 前原海岸 - 鴨川駅東口 - 鴨川シーワールド - 亀田病院

路線沿革
- 1918年（大正7年）1月23日 - 万歳館が鴨川 - 安房北条間の運行を開始する（その後、路線縮小）。
- 1920年（大正9年） - 房州回遊自動車が小湊 - 安房北条間の運行を開始する。
- 1921年（大正10年）頃 - 万歳自動車（万歳館を法人化）が鴨川 - 小湊間の運行を開始する[20]。
- 1928年（昭和3年）7月28日 - 同区間を競合していた、三日月自動車へ万歳自動車運行の路線を譲り渡す（その後、万歳自動車は解散）。
- 1928年（昭和3年） - 三日月自動車（太海 - 上総興津間・運行時期不明）から外房遊覧自動車（のちの外房内湾自動車）へ路線を譲渡する。
- 1952年（昭和27年） - 日東交通が鴨川 - 館山間、鴨川 - 行川間、鴨川 - 太海間として運行を再開する。
- 1994年（平成6年）3月16日 - 鴨川駅 - 館山駅間（（旧）鴨川 - 館山線）の通し運行を廃止、それを吸収する形でお花畑まで路線を延長する。
- 2003年（平成15年）10月1日 - 平日ダイヤ・休日ダイヤを設定する。
- 2007年（平成19年）10月1日 - 館山日東バスの和田線（館山駅 - 古川 - お花畑）と系統統合、亀田病院 - 鴨川駅 - 館山駅の直通路線となる。同時に路線名を鴨川市内線から鴨川市内・館山線へと変更する。
- 2012年（平成24年）4月1日 - 出入庫（鴨川駅東口 - 亀田病院）系統を新設する
- 2019年　(令和元年) 10月1日 - 誕生寺入口 - 興津駅間及び出入庫系統を廃止。併せて、仁右衛門島入口 - 誕生寺入口系統のみ全日ダイヤに統一。

#### 長狭 - 金谷線
千葉県道34号鴨川保田線（長狭街道）を経由する路線である。こちらも大正時代に遡る長い歴史を持つ。
東京湾フェリー行きは急行便扱い（平塚入口 - 東京湾フェリー間）となり、1日4往復が設定されている。
利便性を図るため、発行から3日間有効の往復割引乗車券（鴨川駅 - 平塚本郷間800円・鴨川駅 - 東京湾フェリー間1,500円）を本社窓口などで発売している。
1960年の全盛期は、鴨川 - 上総湊間を結ぶ国鉄連絡バスの役割を担っていた。その名残からか現在でも「主基駅」・「吉尾駅」と「○○駅」と付く停留所があるのも特徴である。
- 1-5：亀田病院 - 鴨川シーワールド - 鴨川駅東口 - 主基駅 - 長狭学園正門前 - みんなみの里 - 金束 - 湯沢 - 保田中央 - 東京湾フェリー
- 1-6：亀田病院 - 鴨川シーワールド - 鴨川駅東口 - 主基駅 - 長狭学園正門前 - みんなみの里 - 金束 - 平塚本郷

路線沿革
- 1918年（大正7年）夏頃 - 改進社が鴨川 - 保田間の運行を開始する。
- 1921年（大正10年） - 改進社の解散により鴨川 - 保田間を廃止。
- 1921年（大正10年）頃 - 万歳自動車（万歳館を法人化）が鴨川 - 保田間の運行を開始する[20]。
- 1928年（昭和3年） - 三日月自動車（運行時期不明）から外房遊覧自動車（のちの外房内湾自動車）へ路線を譲渡する。
- 1933年（昭和8年） - 上総湊へ路線を延長する。
- 1951年（昭和26年）7月1日 - 日東交通が鴨川 - 保田間として運行を再開する。
- 1995年（平成7年）7月17日 - 西条（福祉センター）経由の便を新設する。
- 2003年（平成15年）10月1日 - 西条経由の便を廃止
- 2005年（平成17年）10月1日 - 亀田病院及び東京湾フェリーまで路線をそれぞれ延長する。
- 2009年（平成21年）4月1日 - みんなみの里への乗り入れを開始する。
- 2015年（平成27年）10月1日 - 往復割引乗車券（長狭中前 - 東京湾フェリー間）の発売終了[22]

#### 大学線
安房鴨川駅と城西国際大学観光学部（安房キャンパス）を結ぶ路線である。早稲田大学鴨川セミナーハウスでの乗降はデマンド方式を取っているため、当該停留所から鴨川駅方面に乗車する場合は、所定の方法で乗車の旨を連絡しなければならない。
- 1-10：鴨川駅西口 - 長狭高校東 - 横渚 - JOSAI安房ラーニングセンター（ - 早稲田大学鴨川セミナーハウス） - 城西国際大学観光学部

路線沿革
- 2004年（平成16年）7月20日 - 早大セミナー線として季節限定で運行を開始する。
- 2006年（平成18年）4月3日 - 季節運行から通年運行に移行する。同時に路線名を早大セミナー線から大学線へと変更する。
- 2006年（平成18年）10月1日 - 「長狭高校東」・「横渚橋」停留所を新設する。

### コミュニティ路線
かつて運行していた一般路線バスの廃止代替バス（21条バス）に端を発する。運行形態は主に、同社で車両を用意する場合と、自治体が用意した自家用バスを同社が運転管理を受託する場合の2種類が存在する。

#### 鴨川市コミュニティバス

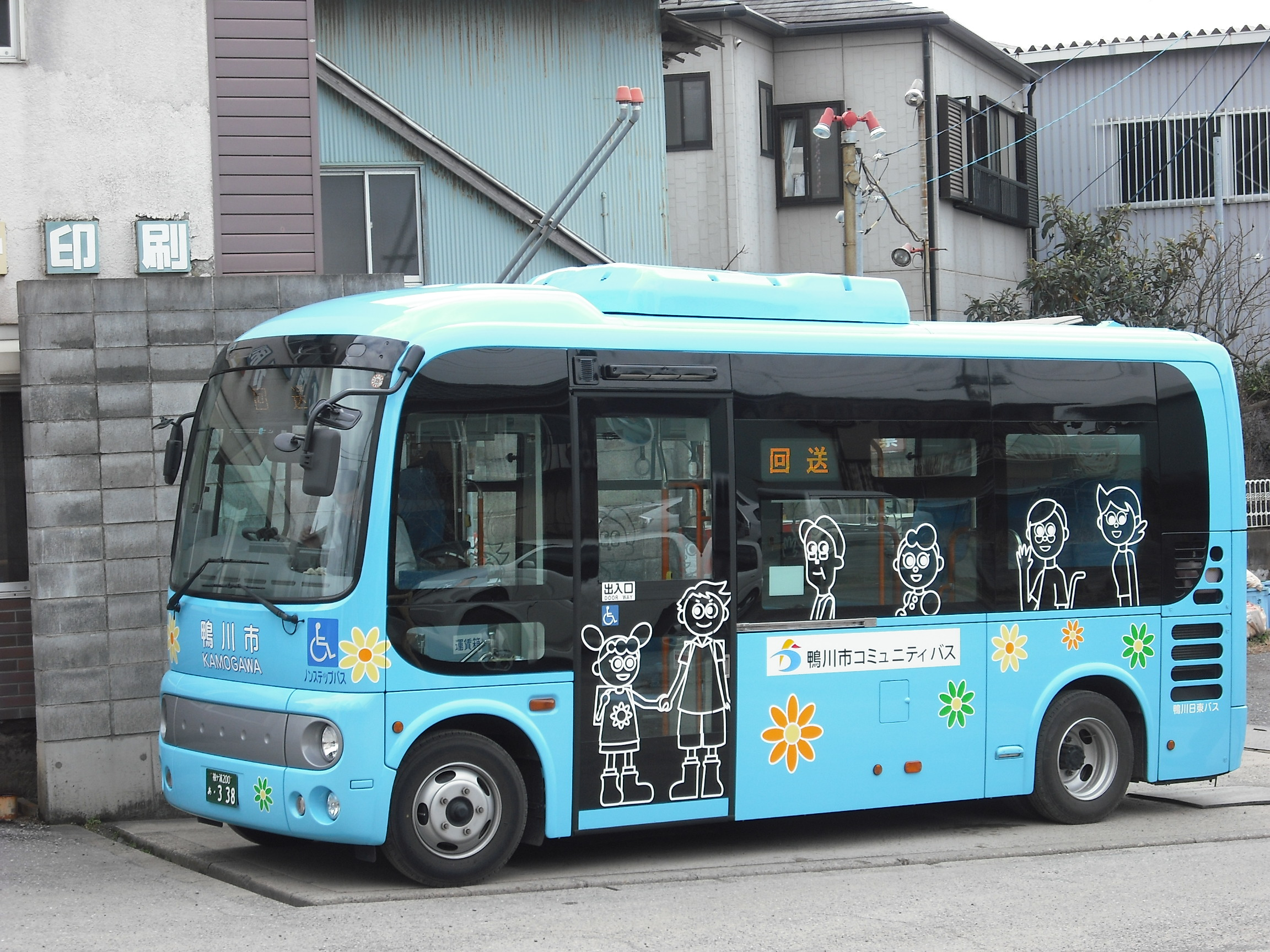
鴨川市コミュニティバス

### 鴨川シーワールド送迎バス

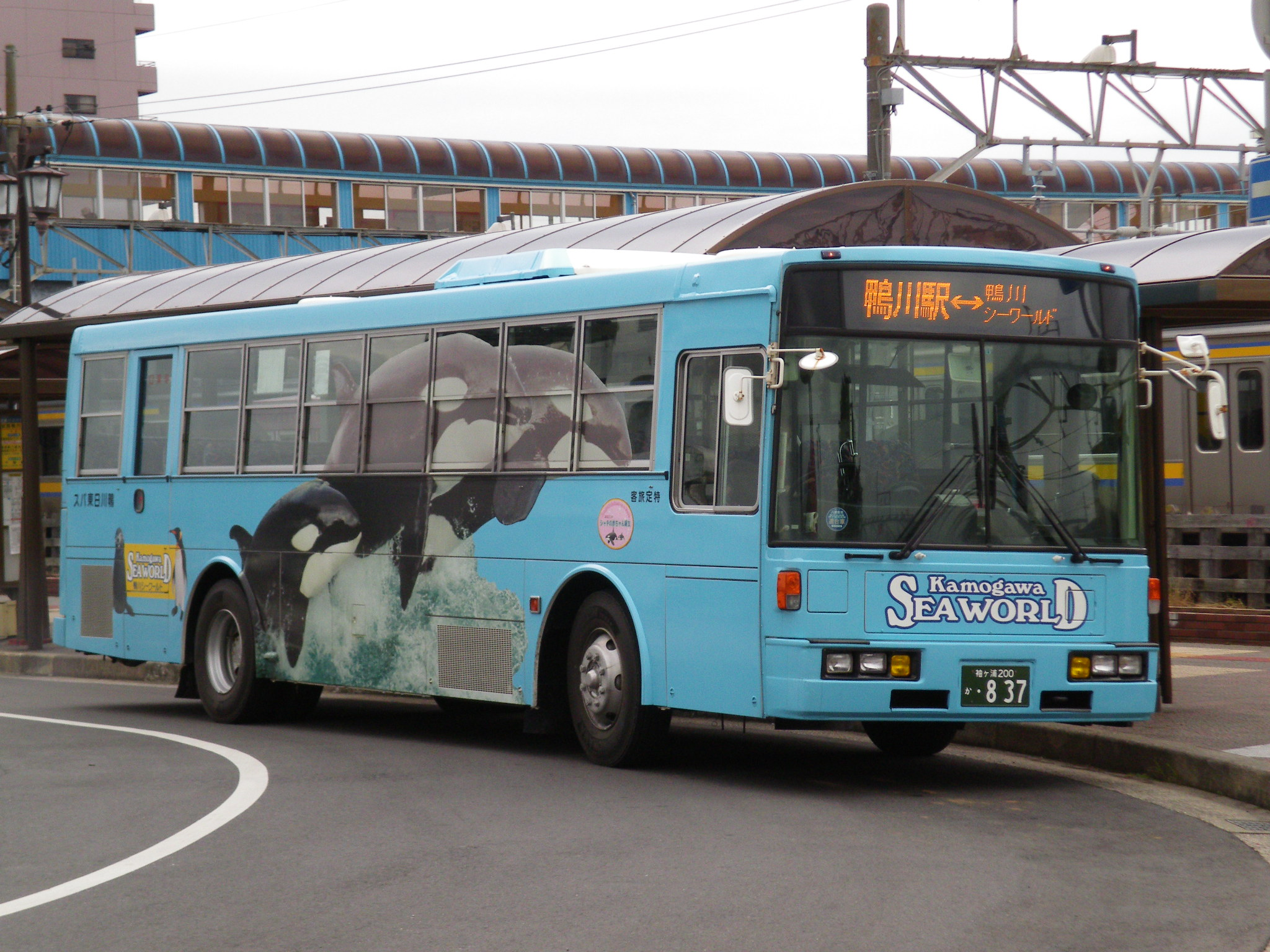
鴨川シーワールド行き送迎バス 安房鴨川駅西口にて

安房鴨川駅では原則として西口発着だが、出入庫と重複する便は東口発着となる。専用ラッピング車両で運行される。車検等で使用不能となる場合と繁忙期に増車する場合は一般車両が運用される。
- 鴨川駅西口 - 鴨川シーワールドホテル（希望者のみ） - 鴨川シーワールド

## 過去の路線
鴨川日東バスが日東交通へ再統合される以前に担当していた路線。

### 休廃止路線
表記の運行区間は、廃止時点のものである。

#### 鴨川市内・館山線【くろしお号】
先述の鴨川市内・館山線（館山系統）の通し運行再開への布石となった急行路線である。館山日東バスとの共同運行。当初は病院休診日は全便運休となっていたが、鴨川市内・館山線への編入以降は毎日運行に格上げされた。利便性を図るため、往復割引乗車券（1,300円）を発売していた（各停便では引き続き使用可能）。
- 1-9：亀田病院 - 鴨川シーワールド - 鴨川駅西口　- 横渚 - フラワーセンター入口 - 天面 - 太夫崎 - 吉浦 - 江見駅入口 - 東真門 - お花畑 - 和田浦駅入口 - 真浦 - 南三原郵便局 - 南三原駅前 - 古川十字路 - 加茂瓦屋前 - 加茂坂下 - 大井火の見前 - 水玉 - 九重小前 - 竹原口 - 九重駅入口 - 稲村 - 滝川口 - 安房地域医療センター - 館野 - 国分寺前 - 館野農協前 - 上野原 - 南総文化ホール - 南町 - 館山駅

路線沿革
- 2005年（平成17年）12月1日 - 2往復にて運行を開始する。
- 2007年（平成19年）10月1日 - 鴨川市内・館山線に急行系統として編入される。同時に1往復に減便する。
- 2014年（平成26年）10月1日 - 廃止。

#### 太海線
安房鴨川駅と太海公民館を結ぶ路線であった。横渚橋 - 太海間は、大学線と同一経路。休日と年末年始は全便運休。
- 1-4：鴨川駅東口 - 長狭高校前 - 横渚 - 太海公民館

路線沿革
- 2012年（平成24年）5月16日 - 運行を開始する。
- 2019年（令和元年） 10月1日ｰ   廃止

#### 湯沢線
天羽日東バスとの共同運行路線だった。金束では長狭線（当時）、湯沢では鋸南町営循環バスにそれぞれ連絡、運賃は200円均一だった（当時）。この路線の廃止後も長狭 - 金谷線における同区間（のちに平塚入口 - 湯沢間に短縮）のみの利用に限っては210円の均一運賃が引き継がれている。
- 金束 - 山中峠 - 湯沢

路線沿革
- 2002年（平成14年）1月1日 - 運行を開始する。
- 2005年（平成17年）10月1日 - 廃止

#### 亀山線
鴨川駅前と県道24号線を介して、亀山駅を結ぶ路線だった。代替バス（当時）としては珍しく、県道区間内ながら有料道路を経由していた。現在はカピーナ号と鴨川市コミュニティバスが一部区間を代替運行している。
- 鴨川駅前 - 花房 - （鴨川有料道路） - 香木原 - 亀山駅

路線沿革
- 1983年（昭和58年）9月1日 - 自由乗降（大日 - 亀山駅間）を開始する。
- 1987年（昭和62年）10月1日 - 代替路線に移行する。
- 2007年（平成19年）10月1日 - 廃止

#### 香木原線
香木原と県道24号線・国道465号線を介して、黄和田車庫を結ぶ路線だった。現在は君津市デマンドタクシーが代替運行している。
- 香木原 - 亀山駅 - 黄和田車庫

路線沿革
- 1920年（大正9年）11月3日 - 織本屋旅館が亀山（折木沢） - 久留里間の運行を開始する。
- 1935年（昭和10年） - 君津合同自動車に移管（暫くして路線廃止）。
- 1955年（昭和30年） - 日東交通が久留里 - 黄和田間として運行を再開する（7 - 8往復）。
- 1984年（昭和59年）7月20日 - 自由乗降（亀山駅 - 黄和田車庫間）を開始する。
- 1988年（昭和63年）4月1日 - 代替路線に移行する。
- 2007年（平成19年）10月1日 - 廃止

#### 東条線
鴨川駅前と県道181号線などを介して、浦の脇を結ぶ路線だった。現在は鴨川市コミュニティバスが代替運行している。
- 鴨川駅前 - 浦の脇

路線沿革
- 1993年（平成5年）10月1日 - 代替路線に移行する。
- 2008年（平成20年）11月1日 - 廃止

#### 西条線
鴨川駅前を起点に県道24号線を介して、循環運行などをしていた路線だった。現在は鴨川市コミュニティバスが代替運行している。
- 鴨川駅前 - 花房 - 金山ダム
- 鴨川駅前 - 花房 - 福祉センター - 根形 - 鴨川駅前

路線沿革
- 2007年（平成19年）10月1日 - 亀山線と西条循環線を統合。同時に路線名を西条線へと変更する。
- 2008年（平成20年）11月1日 - 廃止

#### 曽呂線
太海駅と県道89号線を介して、曽呂終点を結ぶ路線だった。元々は鴨川駅前 - 曽呂終点間で運行されていたが、鴨川駅前 - 太海駅間は鴨川市内線（当時）と並行していた関係上、運行区間を短縮。以降は廃止まで下記区間で運行されてきた。現在は鴨川市コミュニティバスが代替運行している。
- 太海駅 - 曽呂終点

路線沿革
- 1986年（昭和61年）10月1日 - 自由乗降（エビハラ病院 - 曽呂終点間）を開始する。
- 1989年（平成元年）10月1日 - 代替路線に移行する。同時に鴨川駅前 - 太海駅間を廃止、運行経路を変更する。
- 2008年（平成20年）11月1日 - 廃止

#### 清澄線
天津駅と千葉県道81号市原天津小湊線を介して、清澄温泉を結ぶ路線だった。「登山バス」の別称を持ち、車内放送でも同様に案内されていた。現在は鴨川市コミュニティバスが代替運行している。
- 天津駅 - 清澄寺 - 四方木（西原） - 古川 - 清澄温泉

路線沿革
- 19**年（大正**年） - 三日月自動車が天津 - 清澄間の運行を開始する。
- 1928年（昭和3年） - 三日月自動車から外房遊覧自動車（のちの外房内湾自動車）へ路線を譲渡する。
- 1956年（昭和31年） - 日東交通が天津 - 黄和田間『登山バス』として運行を開始する（暫くして、天津 - 清澄温泉に運行区間を縮小）。
- 1983年（昭和58年）9月1日 - 自由乗降（東大演習林事務所 - 清澄温泉間）を開始する。
- 1987年（昭和62年）10月1日 - 代替路線に移行する。
- 2008年（平成20年）11月1日 - 廃止

### 期間限定路線

#### 鴨川 - 横浜線
日東交通との共同運行。鴨川市や長狭街道沿線の市民団体などが主導し、首都圏から「みんなみの里」への集客促進をメインとした同所の機能拡充の一環として期間を定めて実証運行された。利用状況を鑑みて本格運行が可能かどうかを検証することとした。
- 亀田病院 - 安房鴨川駅 - みんなみの里 - 鋸南保田IC入口 - 袖ケ浦バスターミナル ⇔ 横浜駅

路線沿革
- 2019年（令和元年）11月1日 - 3往復にて実証運行を開始する。
- 2020年（令和2年）1月31日 - 実証運行終了。

## 車両

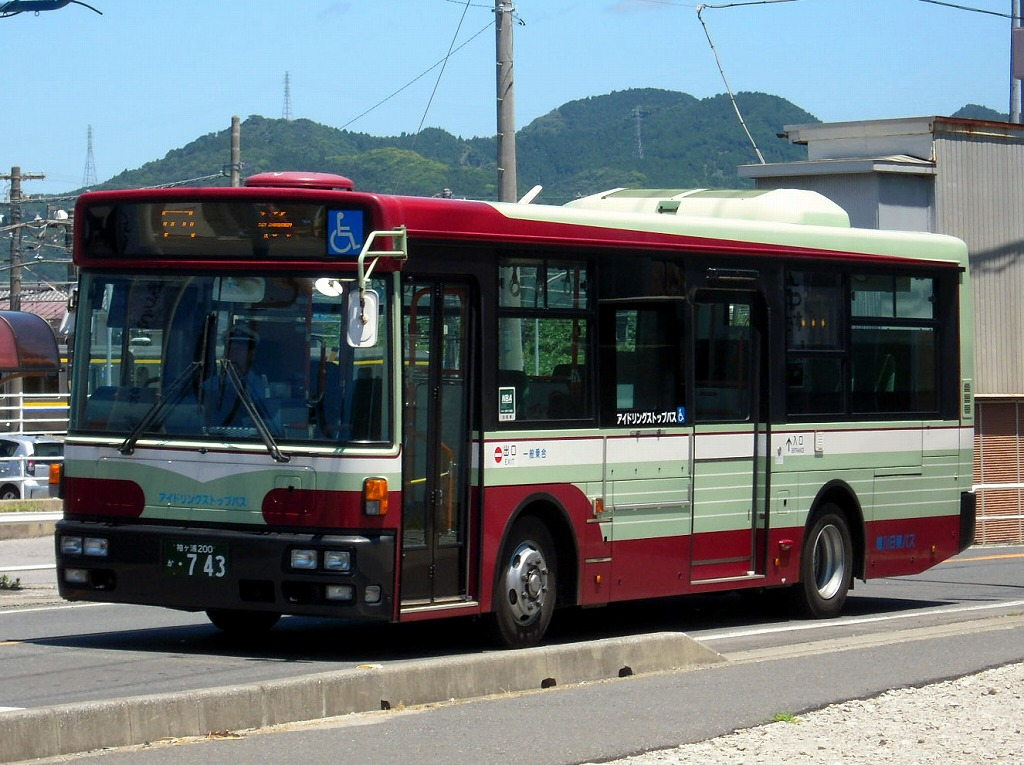
一般路線バス（三菱ふそう・エアロミディ-S

いすゞ自動車、日野自動車、三菱ふそうトラック・バス、日産ディーゼル工業（現：UDトラックス）の国内4メーカーの車両を揃えていた。

### 一般路線バス
日東交通からの移管車両は前後扉車（後は引戸）となっている。日東交通グループの中でも同社は特に、旧型車から新造車・移籍車への代替を積極的に行っており、ノンステップバスやワンステップバスといったバリアフリー対応の低床バスも導入されている。また、行先表示機の幕式からLED式への移行率も高い。
急行路線は、トップドアの高速格下げ車（トイレなし）と一般路線車の両方が運用される。
車載機器については、整理券発行機・運賃箱は小田原機器製、運賃表示器はレシップ製、車内放送装置・LED式方向幕はクラリオン製のものをそれぞれ採用している。

### 高速バス
ハイデッカーの前扉車（スイングドア）が就役する。従来は化粧室が付いているのは東京線の担当車両だけだったが、その後は全線において化粧室付き車での運用が基本となった。行先表示機は当初幕式だったが、2001年（平成13年）以降の新造車はLED式に変更されている。併せて一部の既存車も車体更新時にLED式に改造された。
車載機器については、整理券発行機・運賃箱は小田原機器製、車内放送装置・LED式方向幕はクラリオン製のものをそれぞれ採用しているが、一部は一水製作所製の運賃箱を採用した車両もある。

### 採用車種
- いすゞ自動車
  - ジャーニーK：一般路線用（元・立川バス、元・川崎市バスも含む）
  - エルガミオ：一般路線用
  - ガーラ：高速路線（鴨川 - 千葉線）用
- UDトラックス/日産ディーゼル
  - RM：一般路線用（元・西武バスグループも含む）
  - UA：「GoGo号」用（元・西武バス）
  - スペースアロー：木更津 - 鴨川線用
- 日野自動車
  - ポンチョ：鴨川市コミュニティバス用
  - セレガ：高速路線用
- 三菱ふそうトラック・バス
  - エアロミディ-S：一般路線用
  - エアロミディMK：一般路線用
  - エアロバス：木更津 - 鴨川線用（高速格下げ）、高速路線用
  - エアロエース：高速路線用